# QROC
Une question à réponse ouverte courte (QROC) est une question écrite précise permettant d'évaluer une réponse concise et également précise, rédigée par un candidat. Ces réponses peuvent consister en un ou plusieurs mots, phrases ou notions particulières (tels que des chiffres, des formules mathématiques, des expressions, etc.). 

## Méthode d'évaluation
À la différence de la méthode du questionnaire à choix multiples (QCM), ce type de question d'évaluation amène les candidats à formuler leur réponse. Les QROC permettent non seulement de savoir si un candidat a élaboré des connaissances à partir des savoirs enseignés, mais aussi de savoir comment il les a intégrées et s'il est capable de les utiliser pour répondre correctement à une question. La formulation de la question se distingue aussi d'une question ouverte (type dissertation ou commentaire de texte) car elle appelle une réponse prédéfinie. Elle doit ainsi éviter les ambiguïtés pour le candidat, de même que pour le correcteur qui évalue la réponse à la question posée uniquement. Il conviendrait donc de tester les QROC avant de les proposer à des apprenants pour éviter des surprises de mécompréhension. 
Les QROC peuvent aussi bien être utilisées pour des évaluations diagnostiques, que formatives et sommatives.  

## Principes de correction
Les réponses sont corrigées par un correcteur. L'évaluation numérique peut faciliter le travail du correcteur en groupant les réponses identiques de différents candidats afin de lui permettre de corriger plusieurs réponses en une seule fois. Le correcteur peut définir le nombre de points à attribuer pour une réponse exacte, partielle. Il peut aussi ajouter des commentaires ou explications-types en fonction des différentes réponses.  

## Exemple
Question : Quel est le type de régime politique instauré par Benito Mussolini en 1924 en Italie ? 
Corrigé (obtention du nombre de points défini pour une réponse exacte) : "fasciste" ou "dictatorial" ou "régime fasciste" ou "régime dictatorial".